# Saxicolinae

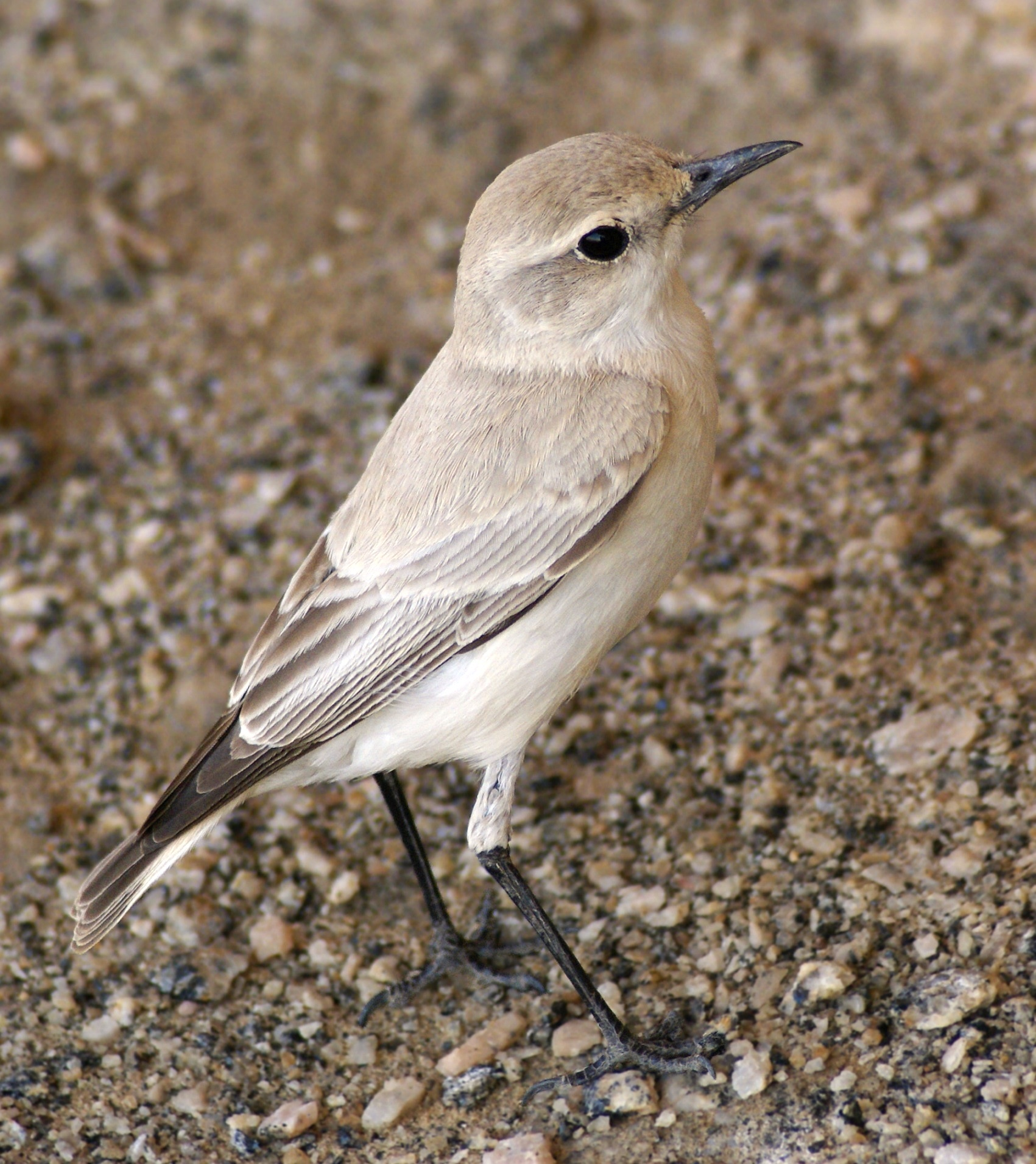
Woestijnspekvreter (Cercomela tractrac)

Tapuiten zijn een groep van kleine insectenetende vogels uit de oude wereld, voorheen ingedeeld bij de familie van de lijsters, maar nu in één onderfamilie, de Saxicolinae, samen met andere insecteneters als roodborst, blauwborst, nachtegaal, gekraagde roodstaart, zwarte roodstaart, paapje en roodborsttapuit en buiten West-Europa nog andere soorten (zie lijst hieronder) die (toen deze groep nog tot de Turdidae werd gerekend) in vogelboeken de kleine lijsterachtigen werden genoemd. Nu wordt deze onderfamilie beschouwd als onderdeel van de familie vliegenvangers.
De naam tapuit (geslacht Oenanthe) slaat op vrij forse, meestal op vrij kale, ruige en rotsige bodems verblijvende vogelsoorten die gevonden worden in Europa en Azië.
De meeste noordelijke soorten zijn uitgesproken trekvogels.

## Taxonomie
De onderverdeling in twee onderfamilies (Saxicolinae en Muscicapinae) binnen de familie van de Muscicapidae is verouderd. Uit nieuw uitgevoerd genetisch/moleculair onderzoek blijkt steeds vaker dat de indeling binnen deze familie nog lang niet volmaakt is. Steeds vinden er veranderingen in de naamgeving plaats. De alfabetische lijst hieronder van geslachten binnen de onderfamilie Saxicolinae is gebaseerd op verouderde inzichten (van voor 2014). Deze indeling wijkt op tal van punten af van de indeling van het meestal gebruikte IOC World Bird List versie 13.1. (uit 2023) (dat overigens geen onderfamilies onderscheidt) en het overzichtswerk Handbook of the Birds of the World deel 10 (2005) en 11 (2006).

### Lijst van geslachten
| - Campicoloides (1 soort) - Cercomela (genus opgeheven) - Cercotrichas - Chaimarrornis (1 soort) - Cichladusa - Cinclidium (1 soort) - Copsychus - Cossypha - Cossyphicula (1 soort) - Enicurus - Erithacus (1 soort) | - Grandala (1 soort) - Hodgsonius (genus opgeheven) - Irania - Luscinia - Monticola - Myiomela - Myrmecocichla - Namibornis (1 soort) - Oenanthe - Phoenicurus - Pinarornis (1 soort) | - Pogonocichla (1 soort) - Pseudocossyphus (duinrotslijster) - Rhyacornis (genus opgeheven) - Saxicola - Saxicoloides (genus opgeheven) - Sheppardia - Stiphrornis (1 soort) - Swynnertonia (1 soort) - Thamnolaea - Trichixos (genus opgeheven) - Xenocopsychus (genus opgeheven) |